# Kazimierz Myszkowski (działacz państwowy)
Kazimierz Józef Myszkowski (ur. 10 listopada 1930 w Nekli, zm. 13 stycznia 2003) – polski działacz państwowy i technolog żywności, w latach 1980–1984 przewodniczący Prezydium WRN w Gorzowie Wielkopolskim.

## Życiorys
Syn Józefa i Kazimiery. Z zawodu technolog żywności. Przez wiele lat był dyrektorem Wielkopolskich Zakładów Przetwórstwa Owocowo-Warzywnego „Międzychód”, zajmował się także organizacją życia kulturalnego w Międzychodzie. Zasiadał w Wojewódzkiej Radzie Narodowej w Poznaniu. Od 28 listopada 1980 do 24 czerwca 1984 zajmował stanowisko przewodniczącego Prezydium Wojewódzkiej Rady Narodowej w Gorzowie Wielkopolskim; zastąpił go Józef Bialic.
Został pochowany na cmentarzu w Międzychodzie. Był proponowany jako patron jednego z rond w Międzychodzie (ostatecznie nadano mu imię Jana Pawła II).